# La Baume-d’Hostun
La Baume-d’Hostun [la bom dɔstœ̃] ist ein Dorf und eine Gemeinde im französischen Département Drôme in der Region Auvergne-Rhône-Alpes.

## Geografie
Die Gemeinde liegt im Nordosten des Départements Drôme, 17 Kilometer östlich von Romans-sur-Isère und ca. 60 Kilometer westlich von Grenoble (Angaben in Luftlinie). Das 8,46 km² große Gemeindegebiet am  Fuß des Vercors-Gebirges umfasst einen Teil des Tals der Isère.

## Bevölkerung
La Baume-d’Hostun gehört mit 594 Einwohnern (Stand 1. Januar 2022) zu den kleineren Gemeinden im Département Drôme.
| Jahr                       | 1962 | 1968 | 1975 | 1982 | 1990 | 1999 | 2007 | 2017 |
| -------------------------- | ---- | ---- | ---- | ---- | ---- | ---- | ---- | ---- |
| Einwohner                  | 112  | 241  | 262  | 250  | 324  | 364  | 469  | 571  |
| Quellen: Cassini und INSEE |      |      |      |      |      |      |      |      |